# Ijebu-Jexá
Ijebu-Jesa é uma cidade do estado de Osun, na Nigéria. A população de Ijebu-Jesa totalizaram 51,730 habitantes, representando 0.03% do total da população de Osun.
Ela é uma cidade de viajantes habituais, com conexões para Ekiti de um lado, Ondo em outro e ela faz fronteira com a famosa Ilesha.
Esta cidade também serve de via principal para a "Osun State College of Technology" em Esa-Oke.